# Curvularia comoriensis
Curvularia comoriensis är en svampart som beskrevs av Bouriquet & Jauffret ex M.B. Ellis 1966. Curvularia comoriensis ingår i släktet Curvularia och familjen Pleosporaceae.   Inga underarter finns listade i Catalogue of Life.